# Angelica ursina
Angelica ursina är en flockblommig växtart som först beskrevs av Franz Josef Ivanovich Ruprecht, och fick sitt nu gällande namn av Carl Maximowicz. Angelica ursina ingår i släktet kvannar, och familjen flockblommiga växter. Inga underarter finns listade i Catalogue of Life.